# Jiajia (sockenhuvudort i Kina, Qinghai Sheng, lat 35,98, long 101,86)
Jiajia (kinesiska: 贾加, 贾加乡, 哈玉) är en sockenhuvudort i Kina. Den ligger i provinsen Qinghai, i den nordvästra delen av landet, omkring 73 kilometer söder om provinshuvudstaden Xining. Antalet invånare är 1 612. Befolkningen består av 823 kvinnor och 789 män. Barn under 15 år utgör 21,0 %, vuxna 15-64 år 69 %, och äldre över 65 år 8,0 %.
Runt Jiajia är det ganska glesbefolkat, med 34 invånare per kvadratkilometer. Närmaste större samhälle är Magitang, 15,8 km öster om Jiajia. Trakten runt Jiajia består i huvudsak av gräsmarker.
Genomsnittlig årsnederbörd är 514 millimeter. Den regnigaste månaden är juli, med i genomsnitt 120 mm nederbörd, och den torraste är december, med 2 mm nederbörd.